# Sally Jones – Mord ohne Leiche

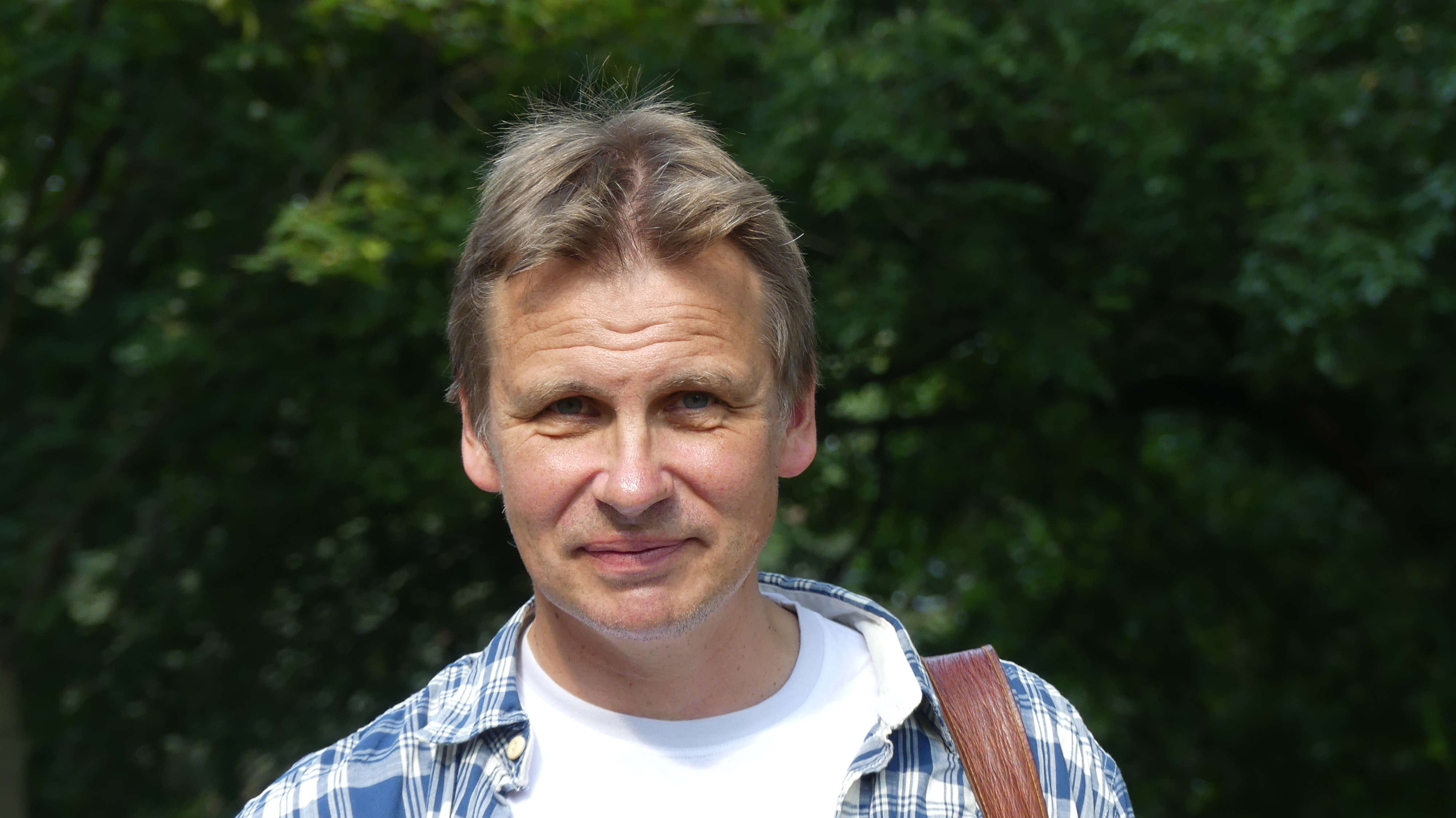
Jakob Wegelius (2016 beim Kinder- und Jugendprogramm des Internationalen Literaturfestivals Berlin)

Sally Jones – Mord ohne Leiche (Originaltitel: Mördarens Apa) ist ein Abenteuerroman, geschrieben und illustriert von dem schwedischen Schriftsteller und Illustrator Jakob Wegelius. Erzählt wird die Geschichte der Affendame Sally Jones, die eine lange und schwierige Reise auf sich nimmt, um ihren besten Freund und Kapitän aus dem Gefängnis zu retten.
Das Buch wurde am 16. April 2014 vom schwedischen Verlag Bonnier Carlsen in schwedischer Sprache veröffentlicht und hat einen Umfang von 624 Seiten. Die deutschsprachige Übersetzung mit einem Umfang von 620 Seiten erschien im Juni 2016 beim Gerstenberg Verlag. Übersetzerin ist Gabriele Haefs. Es ist das siebte Buch von Wegelius.
Das Buch ist die Fortsetzung des Bilderbuchs Sally Jones – Eine Weltreise in Bildern.
Unter anderem wurde der Roman mit dem August-Preis (2014) und dem Kinder- und Jugendliteraturpreis des Nordischen Rates (2015) ausgezeichnet.

## Inhalt
In Mord ohne Leiche erzählt die mutige Affendame Sally Jones, wie sie sich auf eine abenteuerliche Reise begibt, um die Unschuld ihres besten Freundes, der gleichzeitig Kapitän des gemeinsamen Bootes ist, zu beweisen. Dieser sitzt zu Unrecht im Gefängnis – für einen Mord, den er nie begangen hat. Die Leiche des vermeintlichen Opfers Alphonse Morro wurde nie gefunden, und aufgrund verschiedener Hinweise ist sich Sally Jones sicher, dass Morro lebt und sich in Indien versteckt. Doch um diesen ausfindig zu machen, braucht es länger als gedacht. Immer wieder stellen sich Sally Jones neue Gefahren in den Weg und auch verschiedene Umwege verzögern ihre Reise. So muss sie zum Beispiel als Kammeradjutantin und Flugzeugmechanikerin eines Maharadschas arbeiten, bevor ihre Freundin Ana ihr hilft, die Suche fortzusetzen. Schließlich stellt sich heraus, dass das „Mordopfer“ auf dem Weg zurück nach Lissabon ist. Nachdem Ana und Sally Jones ebenfalls nach Lissabon zurückgekehrt sind, warten sie dort auf Morro. Dieser taucht zwar auf, wird jedoch umgebracht, bevor er ein Geständnis ablegen kann. Mit Hilfe eines geheimnisvollen Briefes kommt am Ende die Wahrheit, in die auch die Gruppierung Monarchistische Bruderschaft verstrickt ist, ans Licht, und der Chief ist somit wieder frei.

### Teil 1
Kapitän Henry Koskela, auch genannt „Chief“, und Sally Jones sind mit ihrem Boot, der Hudson Queen, in Lissabon. Leider ist die Arbeit zurzeit knapp und die beiden brauchen dringend Geld. Umso glücklicher sind sie, als ein Mann namens Alphonse Morro ihnen einen Job anbietet: Die Verschiffung von Fliesen. Doch es stellt sich heraus, dass es sich bei der Ladung nicht um Fliesen, sondern um Waffen handelt. Nachdem der Chief diese Entdeckung gemacht hat, kommt es zum Eklat und die Hudson Queen läuft auf Grund. Als der Chief tags darauf Morro verfolgt, um diesen zu einer Stellungnahme zu bringen, kommt es zu einem Unfall: Morro stürzt ins Wasser. Vorher verliert er ein Amulett, das Sally Jones sogleich aufhebt. Durch fehlerhafte Zeugenberichte kommt es zur Anklage und Verurteilung des Chiefs wegen Mordes: 25 Jahre Gefängnis. Und das, obwohl nie eine Leiche gefunden wurde.
Sally Jones ist unendlich traurig über den Verlust des Chiefs. Sie wird von einer jungen Frau namens Ana gerettet, die sich um Sally Jones kümmert und ihr einen Job bei ihrem guten Freund, dem Instrumentenbauer Fidardo, besorgt. Sally Jones gefällt die Arbeit dort und auch mit Fidardo, der ihr gegenüber zunächst skeptisch ist, freundet sie sich an. Ana leidet derweil unter ihrem gewalttätigen Freund, der ihr außerdem verbietet mit ihrer schönen Singstimme öffentlich aufzutreten. Doch eines Tages erschreckt Sally Jones den brutalen Freund so sehr, dass dieser sich nie mehr bei Ana blicken lässt. Sie fängt an, auf Beerdigungen als Sängerin aufzutreten und wird nach und nach immer berühmter. Bei dieser Gelegenheit stößt Sally Jones auf das Grab von Elisa, die Sally Jones als die Frau auf dem Foto in Morros Amulett erkennt. Der Spruch, der in dem Amulett steht, deutet darauf hin, dass sie seine Geliebte war.
Als eines Tages der Friedhofsgärtner einen Brief mit Geld für die Grabpflege von Elisas Ruhestätte erhält, wird Sally Jones bewusst, dass dieser nur von einem kommen kann: Morro! Leider lässt sich nichts anderes herausfinden, als dass der Brief aus dem Fernen Osten kommt. So lassen Sally Jones, Ana und Fidardo unzählige Zettel drucken, auf denen der Spruch des Amuletts sowie Anas Adresse abgedruckt sind. Diese Zettel geben sie allen Seefahrern, die in den Fernen Osten abfahren, mit, damit sie diese an sämtlichen großen Häfen aufhängen können. Sie erhoffen sich, dass Morro einen der Zettel sieht und nach Lissabon zurückkehrt, um das Amulett wiederzubekommen. Allzu sicher sind die drei Freunde sich jedoch nicht, ob der Plan wie gewünscht aufgeht. Umso erfreuter sind sie, als ein zweiter Brief mit Geld für Elisas Grab ankommt: Dieser trägt nämlich einen Poststempel aus Indien, genauer gesagt: aus Cochin.
Sally Jones wird mittlerweile durch eine Intrige der Verbrecher, die in die kriminellen Machenschaften von Morro verstrickt waren und zu denen auch der Bischof de Sousa gehört, von der Polizei gesucht. Sie entschließt sich, Morro in Cochin ausfindig zu machen und damit die Unschuld des Chiefs zu beweisen. Also heuert sie als Maschinistin auf der Song of Limerick an. Doch auch dort sind ihr nicht alle wohlgesinnt – ein anfänglicher Verrat liefert sie beinahe der Polizei aus, doch Kapitän Anderson rettet sie geschickt.

### Teil 2
Auch auf hoher See merkt Sally Jones schnell, dass es Besatzungsmitglieder gibt, die sie lieber nicht auf dem Schiff sehen würden. Letztlich übersteht sie – nicht zuletzt durch die Hilfe des ehrlichen und gutmütigen Kapitäns – die Fahrt unversehrt und erreicht Indien hoffnungsvoll. Doch ihre Hoffnungen werden je zerstört, denn ein Crewmitglied verkauft sie heimlich an Direktor Thursgood, der sie wiederum als Geschenk dem Maharadscha für dessen Zoo überreicht. Der Maharadscha macht sie jedoch zunächst zur Kammeradjutantin und zur Spionin. Eines Tages entdeckt er ihr Talent für Maschinenarbeit und sie wird Flugzeugmechanikerin und auch seine persönliche Flugbegleiterin.
Als Sally Jones eine Schallplatte von Ana, die mittlerweile eine bekannte Sängerin ist, in der Sammlung des Maharadschas entdeckt, legt sie diese heimlich auf und wird dabei vom Maharadscha ertappt. Dieser verliebt sich sofort in ihre Stimme und in die Frau auf dem Cover der Platte. Er lädt sie daraufhin in seinen Palast ein und Ana, die dies als Gelegenheit sieht, Sally Jones in Indien zu suchen, nimmt die Einladung an. Als sie, in Indien angekommen, sieht, dass die Affendame sich direkt im Palast des Maharadschas befindet, ist sie umso glücklicher.
In Indien kann Ana den Maharadscha dazu bringen, mit ihr und Sally Jones nach Cochin aufzubrechen, um dort Alphonse Morro ausfindig zu machen. Mit Hilfe der Sekretärin des Premierministers von Cochin, Ayesha, findet Sally Jones heraus, wo Alphonse Morro steckt. Der an Malaria erkrankte Mann hatte sich bisher im Jüdischen Viertel der Stadt versteckt, bis er vor kurzem einen geheimnisvollen Zettel am Hafen entdeckte und daraufhin beschloss, in seine Heimat Lissabon zurückzukehren. Sally Jones weiß sofort, was es mit dem Zettel auf sich hat. Es ist einer der Zettel, auf denen der Spruch aus Morros Amulett und Anas Adresse gedruckt sind. Ana und Sally Jones wissen natürlich sofort, was zu tun ist: Sie müssen schnellstmöglich zurück nach Lissabon! Doch zunächst sträubt sich der Maharadscha dagegen, seinen liebsten Bediensteten gehen zu lassen. Letztlich erkennt er jedoch, dass er Sally Jones nicht gegen ihren Willen festhalten kann und schenkt ihr und Ana zwei Tickets zurück nach Lissabon.

### Teil 3
Nach dreiwöchiger Rückfahrt erreichen Ana und Sally Jones Lissabon. Fidardo und der Chief, der durch Telegramme von der Reise seiner Freundin unterrichtet war, sind wahnsinnig erleichtert. Nach einigem Warten kommt Alphonse Morro schließlich tatsächlich in Lissabon an – und wird direkt ins Krankenhaus eingeliefert, da er durch seine Krankheit so geschwächt ist. Er schickt eine Ärztin zu der Adresse von Fidardo und dieser macht sich sofort zusammen mit Sally Jones auf ins Krankenhaus. Morro sagt, er wolle gleich am nächsten Tag ein großes Geständnis vor der Presse abgeben und Sally Jones gibt ihm sein Amulett zurück. Als Morro am nächsten Tag aus dem Krankenhaus verschwunden ist, und der wütende Kommissar Garretta Anas Wohnung aufsucht, um zu sehen ob Morro sich dort versteckt hält, wird Sally Jones einiges klar. Morro ist in Gefahr! Er war damals in die dunklen Machenschaften des Bischofs involviert und nun haben dieser und Kommissar Garretta, der auch mit der Sache zu tun hat, Angst vor Morros Geständnis. Sally Jones folgt dem Kommissar und erkennt, dass dieser zum Friedhof mit Elisas Grab möchte, da er dort Morro vermutet. Sie eilt auch dorthin, um das Schlimmste zu verhindern – doch sie kommt zu spät. Garretta hat Alphonse Morro bereits erschossen. Der Aufklärung dieses Mordfalls widmet sich nun Kommissar Umbelino. Die finale Lösung des Falls bietet ein Brief, den Morro in seinem Schuh versteckt hatte. In diesem Brief erzählt er die ganze Geschichte:
Elisa war durch eine Briefbombe einer anarchistischen Gruppierung ums Leben gekommen. Zwar galt der Anschlag nicht ihr, jedoch nahm sich die Monarchistische Bruderschaft Morros an, um seine Wut zu instrumentalisieren und ihn für sich arbeiten zu lassen. Die Monarchistische Bruderschaft ist eine antianarchische und antirepublikanische Organisation, der unter anderem Bischof de Sousa und Kommissar Garretta angehören. Eines Tages bekam Morro den Auftrag, Waffen für die Revolution zu schmuggeln. Hierfür beauftragte er Koskela und Sally Jones. Als der Plan scheiterte, sollte Morro Koskela umbringen. Dies jedoch brachte er nicht über sich. Er rannte vor ihm davon, woraufhin es zu dem Unfall kam und er ins Wasser fiel. Er konnte sich aus dem Wasser retten und floh aus der Stadt. Da Koskela jedoch von den Machenschaften der Bruderschaft wusste, sorgte diese dafür, dass er ins Gefängnis kam.
Da die Unschuld des Chiefs somit bewiesen ist, kommt er aus dem Gefängnis frei. Er braucht eine Weile um zurück ins Leben zu finden, doch mit Hilfe seiner Freunde meistert er die Herausforderung. Vor allem macht es ihn glücklich, dass er und Sally Jones die Hudson Queen befreien und reparieren können. So steht ihnen bald nichts mehr im Wege, um wieder auf See zu fahren.

## Figuren

### Hauptfiguren

#### Sally Jones
Sally Jones ist eine mutige und kluge Affendame. Eigentlich arbeitet sie als Maschinistin auf der Hudson Queen, dem Boot von Henry Koskela, den sie „Chief“ nennt. Nach dessen Verhaftung arbeitet sie zunächst beim Instrumentenbauer Fidardo, wo sie ebenfalls handwerkliches Geschick beweist. Und auch als Flugzeugmechanikerin des Maharadschas zeigt sie, dass ihr dieses Aufgabenfeld liegt. Am liebsten trägt sie ihren Blaumann und schraubt an Motoren herum. Sie ist sehr klug und bringt sich viele Dinge selbst bei – so repariert sie beispielsweise ein Akkordeon, das sie dem Chief schenkt. Außerdem kann sie nicht nur Menschen verstehen, sondern auch lesen und schreiben. Nur sprechen kann sie nicht – und mit Gorillageräuschen hält sie sich zurück, damit sie die Menschen nicht verängstigt. Sie liebt ihre Freiheit und wehrt sich dagegen, in den Zoo oder sonstige Gefangenschaft gebracht zu werden. Außerdem zeichnet sie sich durch ihre Treue und Gutherzigkeit aus – für ihre Freunde ist sie immer da und wenn nötig, reist sie für diese auch um die halbe Welt.

### Nebenfiguren

#### Henry Koskela aka Der Chief
Henry Koskela ist ein Kapitän. Er wird im Buch als gutmütiger, lustiger und lebensfroher Mann beschrieben, der niemandem etwas zuleide tun kann. Mit Sally Jones verbindet ihn eine tiefe Freundschaft und seine größte Sorge ist, dass ihr etwas zustoßen könnte. Durch einen unglücklichen Zufall und eine durchtriebene Intrige der Monarchistischen Bruderschaft muss Koskela ins Gefängnis. Damit er etwas Aufheiterung bekommt, schickt Sally Jones ihm ihr selbstrepariertes Akkordeon ins Gefängnis. Dort bringt er sich das Akkordeonspielen selbst bei. Manchmal kommt Ana auf einen Hügel vor dem Gefängnis und singt ihm etwas vor. Er begleitet sie dann auf dem Akkordeon. Die Musik und die Briefe, die er mit Ana und Fidardo schreibt und in denen er über Sally Jones Befinden informiert wird, sind die Dinge, die ihn die traurige Zeit im Gefängnis überstehen lassen. Als er schließlich befreit wird, braucht er einige Zeit um wieder der Alte zu werden. Doch vor allem seine große Leidenschaft, die Hudson Queen, das handwerkliche Arbeiten und die See machen aus ihm wieder den fröhlichen Mann, der er zuvor gewesen ist.

#### Auf Lissabon

##### Ana Molina
Ana ist eine ältere Frau, die in Lissabon lebt und dort in einer Schuhfabrik arbeitet. Sie, so schreibt Wegelius ist sehr gutmütig und nimmt Sally Jones bei sich auf und gibt ihr alles, was sie zum Leben braucht. Lange Zeit hatte sie einen Freund, der sie schlug, doch irgendwann, als der Sally Jones sieht, verschwindet er aus ihrem Leben, weil er Angst vor Ana hat, die „ein Werwolf“ geworden ist. Er hat Sally nämlich aus Versehen gesehen. Ana findet nach diesem Vorfall das Selbstbewusstsein, mit ihrer schönen Stimme vor Publikum als Sängerin aufzutreten. Alle, die sie singen hören, sind gerührt und begeistert und so erlangt sie schnell großen Erfolg. Dabei bleibt sie stets bescheiden und arbeitet auch weiter in der Fabrik. Außerdem zeichnet sie sich auch durch Mut und Hilfsbereitschaft aus: Nicht nur dass sie nichts unversucht lässt, um Sally Jones zu beschützen, auch bei der Befreiung von Koskela hilft sie tatkräftig mit und reist dafür sogar nach Indien zum Maharadscha, der sich in sie verliebt hat. Seit sie öffentlich auftritt hat sie einen Verehrer, der ihr regelmäßig romantische Briefe schreibt, sich aber nie zu erkennen gibt. Ana freut sich darüber und nennt diesen „Canson“, so wie die Marke des Briefpapiers, auf dem er schreibt.

##### Fidardo
Fidardo ist ursprünglich Italiener und lebt als Instrumentenbauer in Lissabon. Er spielt sehr gut Akkordeon und trägt meist auffällige weiße Anzüge. Er ist Anas Nachbar und ihr bester Freund. Oft musizieren sie zusammen und er rät ihr immer, auch öffentlich als Sängerin aufzutreten. Auch versucht er sie zu überreden, dass sie sich von ihrem gewalttätigen Freund trennt. Anfangs ist er Sally Jones gegenüber sehr skeptisch – doch als er ihr handwerkliches Talent entdeckt und sie besser kennenlernt, freundet er sich mit ihr an. Insgesamt ist er oft durch Vorurteile beeinflusst und braucht eine gewisse Zeit, diese abzubauen. Wenn er sich jedoch erst einmal geöffnet hat, ist er ein liebenswürdiger und gutherziger Mensch. Er ist mehr Realist als Romantiker und will stets verhindern, dass sich Sally Jones und Ana zu viele Hoffnungen machen. Er hilft jedoch tatkräftig mit, die Intrige aufzuklären und beschützt Sally Jones, wo er nur kann.

##### Alphonse Morro
Alphonse Morro ist bei seinem Onkel aufgewachsen, der Bestattungsunternehmer ist. Er verlebte dort keine schöne Kindheit, musste viel für seinen Onkel arbeiten und erfuhr dafür wenig Liebe und Zuneigung. Erst als er Elisa kennenlernt, wird sein Leben heiterer. Die beiden werden ein Liebespaar und wollen heiraten. Nach dem Attentat, dem Elisa fälschlicherweise zum Opfer fällt, stürzt Morro in ein tiefes Loch. Er verliert seine Arbeit und sein zu Hause und muss schließlich ins Armenhaus. Doch irgendwann wendet sich ein Geistlicher an ihn, der ihm erklärt, er könne Elisa rächen, indem er die Monarchistische Bruderschaft unterstütze. Diese würde gegen die Anarchisten, die den Anschlag verübt hatten, kämpfen. Morro sieht das erste Mal wieder etwas Hoffnung für sein Leben und arbeitet von diesem Zeitpunkt an für die Bruderschaft. Er ist jedoch keineswegs so skrupellos und kalt wie die anderen Mitglieder. Als er den Chief umbringen soll, kann er sich nicht dazu überwinden. Er hat ein schlechtes Gewissen, dass dieser für den vermeintlichen Mord an ihm verurteilt wird, aber auch zu viel Angst vor der Bruderschaft und so versteckt er sich in Indien. Dort erkrankt er an Malaria und letztlich hat er das Bedürfnis, ein Geständnis abzulegen. Vor seinem Tod, den er immer näher kommen sieht, möchte er noch ein letztes Mal zum Grab Elisas. Diesen Wunsch kann er sich noch erfüllen, bevor Kommissar Garretta ihn an genau diesem Ort erschießt.

#### Der Maharadscha
Der Maharadscha ist ein sehr reicher und mächtiger Mann, der in Bhapur, Indien, in einem riesigen Tempel lebt. Er hat mehrere Frauen und Geliebte, gibt häufig prunkvolle Feste und lebt sehr verschwenderisch. Darüber hinaus ist er sehr launisch und setzt immer seinen Willen durch. Schnell verliert er an seinen Hobbys und Tätigkeiten die Lust, nur für das Fliegen entwickelt er eine beständige Leidenschaft. Für sein Volk, das vollkommen verarmt ist,  interessiert er sich nicht besonders, da er so mit sich selbst beschäftigt ist. Der einzige Mensch, der ihm nicht gehorcht, ist seine Mutter. Diese hält ihren Sohn für nutzlos und weist ihn auch häufig darauf hin. In seinem Garten hat der Maharadscha einen Zoo mit seltenen Tieren. Deshalb wird ihm auch Sally Jones geschenkt. Sie soll seine Mutter ausspionieren, damit er ihr nicht so häufig über den Weg laufen muss. Mit der Zeit merkt er jedoch, dass Sally Jones gut als Flugzeugmechanikerin und Flugbegleiterin eingesetzt werden kann. Nach einer Weile lernt er Sally Jones schätzen und er merkt, dass er sie sehr gerne bei sich hat. Umso trauriger ist er, als nicht nur seine geliebte Ana seinen Heiratsantrag ablehnt, sondern Sally Jones auch noch mit ihr nach Lissabon zurückkehren möchte. Hier verhält er sich, nach manchen Überlegungen jedoch zum ersten Mal nicht eigennützig. Er erkennt, dass er sie nicht zum Bleiben zwingen kann und möchte. Zum Abschied tauscht er seinen, mit Diamanten besetzten Turban, mit ihrem, der Autor erklärt, dass der so genannte Turbantausch in Indien etwas ist, was man nur mit seinem besten Freund macht.

## Nominierungen und Auszeichnungen
Mördarens Apa, Sally Jones – Mord ohne Leiche erhielt verschiedene Auszeichnungen:
| 2015 | Kinder- und Jugendliteraturpreis des Nordischen Rates |
| 2014 | August-Preis                                          |
| 2017 | Deutscher Jugendliteraturpreis                        |

## Öffentliche Buchpräsentationen
Das Buch wurde beim Kinder- und Jugendprogramm des 16. Internationalen Literaturfestivals Berlin im September 2016 als Deutschlandpremiere in Anwesenheit des Schriftstellers vorgestellt.